# Lista de obras de arte de Quentin Metsys

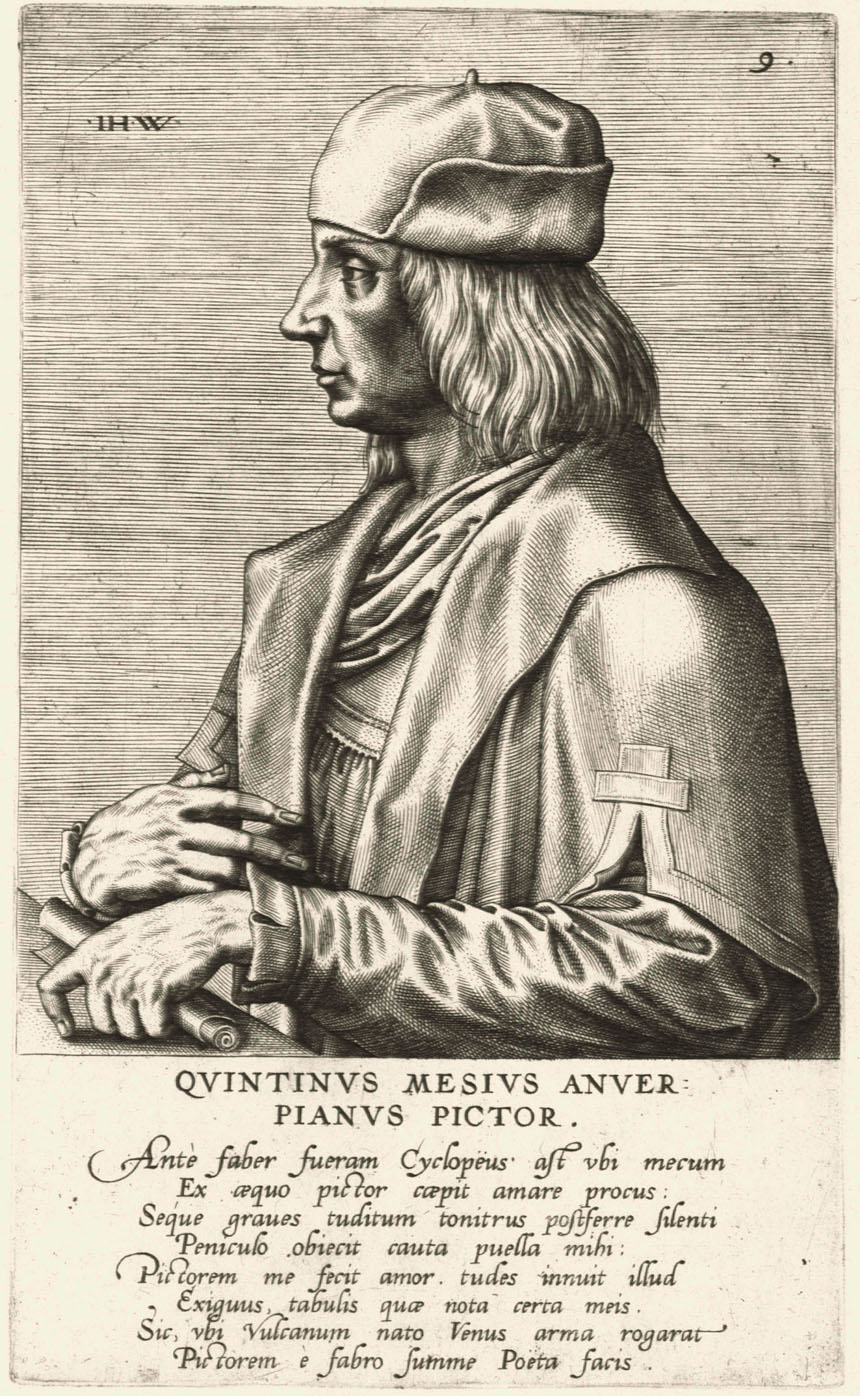
Retrato de Quentin Metsys atribuída a Johannes Wierix, gravura datada de 1572.

Esta é uma lista de obras de arte de Quentin Metsys, pintor e gravador flamengo do século XVI.
Iniciou sua vida profissional como ferreiro profissão que possibilitou o aprendizado das técnicas de desenho. Foi um auto-didata como pintor e encontrou seu próprio modo de pintar através da observação minuciosa da natureza.
Foi o fundador da Escola de Antuérpia, cujo trabalho representa a tradição flamenga e as ideias do renascimento italiano. Trabalhou com os temas religioso e retrato. Nas pinturas de gênero em especial naquelas que ele utilizou a sua esposa como modelo, foram pintadas como imitação dos estilos utilizados pelos também pintores flamengo Jan van Eyck e Petrus Christus. Em suas pinturas em têmpera sofreu influência da Itália, especialmente de Rafael e Leonardo da Vinci.

## conjunto de pinturas
| Imagem | Título        | Data | Coleção | Localização | Gênero | Descrito em |
| ------ | ------------- | ---- | ------- | ----------- | ------ | --- |
|        | Pieter Gillis |      |         |             |        | O identificador "Q108918662" é desconhecido pelo sistema. Utilize um identificador de entidade válido, por favor. |

## estampa
| Imagem | Título                          | Data | Coleção         | Localização     | Gênero | Descrito em |
| ------ | ------------------------------- | ---- | --------------- | --------------- | ------ | --- |
|        | Heilige Lucas tekent de Madonna | 1591 | Museu Groeninge | Museu Groeninge |        | O identificador "Q22247077" é desconhecido pelo sistema. Utilize um identificador de entidade válido, por favor. |

## obra de arte
| Imagem | Título                                                                                    | Data | Coleção | Localização              | Gênero | Descrito em |
| ------ | ----------------------------------------------------------------------------------------- | ---- | --- | ------------------------ | ------ | --- |
|        | Desiderius Erasmus of Rotterdam, 1467/1469-1536, Scholar, Theologian, and Satirist        | 1519 | Galeria Nacional de Arte Sculptures in the National Gallery of Art Samuel H. Kress Collection of the National Gallery of Art | Galeria Nacional de Arte |        | O identificador "Q63854790" é desconhecido pelo sistema. Utilize um identificador de entidade válido, por favor. |
|        | Gillis, Pieter alias Petrus Aegidius (1486-1533); stadsgriffier van Antwerpen en humanist | 1873 | FelixArchief | FelixArchief             |        | O identificador "Q66005766" é desconhecido pelo sistema. Utilize um identificador de entidade válido, por favor. |

## pintura
| Imagem | Título                                                                                 | Data                 | Coleção                                                                                         | Localização                                                             | Gênero                     | Descrito em |
| ------ | -------------------------------------------------------------------------------------- | -------------------- | ----------------------------------------------------------------------------------------------- | ----------------------------------------------------------------------- | -------------------------- | --- |
|        | The Virgin, Mary Magdalene and Saint John at the foot of the Cross                     |                      | Musée des Beaux-Arts de Chartres                                                                | Musée des Beaux-Arts de Chartres                                        | arte sacra                 | O identificador "Q124789382" é desconhecido pelo sistema. Utilize um identificador de entidade válido, por favor. |
|        | The Holy Virgin with the Child Jesus                                                   | século XV            | Snijders&Rockox House                                                                           | Snijders&Rockox House                                                   | arte sacra                 | O identificador "Q120669682" é desconhecido pelo sistema. Utilize um identificador de entidade válido, por favor. |
|        | A Virgem com o Menino.                                                                 | década de 1470       | Museus Reais de Belas-Artes da Bélgica                                                          | Museu dos Mestres Antigos                                               | arte sacra                 | O identificador "Q27038334" é desconhecido pelo sistema. Utilize um identificador de entidade válido, por favor.  |
|        | Madonna with child on her Lap                                                          | década de 1470       | Museus Reais de Belas-Artes da Bélgica                                                          | Museus Reais de Belas-Artes da Bélgica                                  | arte sacra                 | O identificador "Q112232665" é desconhecido pelo sistema. Utilize um identificador de entidade válido, por favor. |
|        | Paneelschildering "H. Anna te Drieën" op hout, omgeving Quinten Matsijs, eind 15e eeuw | século XV            | castle Huis Bergh                                                                               | castle Huis Bergh                                                       |                            | O identificador "Q117359654" é desconhecido pelo sistema. Utilize um identificador de entidade válido, por favor. |
|        | Madonna z Dzieciątkiem na tle krajobrazu                                               | década de 1490       | Museu Nacional de Varsóvia                                                                      | Museu Nacional de Varsóvia                                              | arte sacra                 | O identificador "Q21558920" é desconhecido pelo sistema. Utilize um identificador de entidade válido, por favor.  |
|        | Virgin and Child Enthroned                                                             | 1490                 | No/unknown value Kunsthandel P. de Boer                                                         | coleção particular                                                      | arte sacra                 | O identificador "Q27666517" é desconhecido pelo sistema. Utilize um identificador de entidade válido, por favor.  |
|        | Saint Christopher                                                                      | 1490                 | Museu Real de Belas Artes de Antuérpia Coleção de Arte Flamenga                                 | Museu Real de Belas Artes de Antuérpia                                  | arte sacra                 | O identificador "Q21614114" é desconhecido pelo sistema. Utilize um identificador de entidade válido, por favor.  |
|        | Christ on the Cross between the Virgin, Saint John and Two Donors                      | década de 1490       | Courtauld Gallery                                                                               | Courtauld Gallery                                                       | arte sacra                 | O identificador "Q118632265" é desconhecido pelo sistema. Utilize um identificador de entidade válido, por favor. |
|        | The Virgin and Child Enthroned, with Four Angels                                       | década de 1490       | National Gallery                                                                                | National Gallery                                                        | arte sacra                 | O identificador "Q18688515" é desconhecido pelo sistema. Utilize um identificador de entidade válido, por favor.  |
|        | De H. Christoforus                                                                     | 1 de janeiro de 1499 | Julius Böhler AG                                                                                | Julius Böhler AG                                                        | arte sacra                 | O identificador "Q114721851" é desconhecido pelo sistema. Utilize um identificador de entidade válido, por favor. |
|        | Madonna mit Kind und Engeln                                                            | década de 1500       | Instituto Courtauld                                                                             |                                                                         | arte sacra                 | O identificador "Q110665056" é desconhecido pelo sistema. Utilize um identificador de entidade válido, por favor. |
|        | Ecce Homo                                                                              | 1500                 | Coleções de Pinturas do Estado da Baviera                                                       | Antiga Pinacoteca                                                       | arte sacra                 | O identificador "Q29952151" é desconhecido pelo sistema. Utilize um identificador de entidade válido, por favor.  |
|        | Kopf einer klagenden Frau                                                              | 1500                 | Gemäldegalerie                                                                                  | Gemäldegalerie                                                          |                            | O identificador "Q107445576" é desconhecido pelo sistema. Utilize um identificador de entidade válido, por favor. |
|        | Kopf einer trauernden Frau                                                             | 1500                 | Gemäldegalerie                                                                                  | Gemäldegalerie                                                          |                            | O identificador "Q107445581" é desconhecido pelo sistema. Utilize um identificador de entidade válido, por favor. |
|        | Calvarie met stichterspaar                                                             | 1500                 | Museum Mayer van den Bergh                                                                      | Museum Mayer van den Bergh                                              | arte sacra                 | O identificador "Q114913990" é desconhecido pelo sistema. Utilize um identificador de entidade válido, por favor. |
|        | The Seven Sorrows of the Virgin                                                        | 1500                 | Museus Reais de Belas-Artes da Bélgica                                                          | Museus Reais de Belas-Artes da Bélgica                                  | arte sacra                 | O identificador "Q116296186" é desconhecido pelo sistema. Utilize um identificador de entidade válido, por favor. |
|        | The Virgin and Child with Angels                                                       | década de 1500       | Courtauld Gallery                                                                               | Courtauld Gallery                                                       | arte sacra                 | O identificador "Q118677984" é desconhecido pelo sistema. Utilize um identificador de entidade válido, por favor. |
|        | Lamentation of Christ                                                                  | século XVI           | Museu Nacional de Varsóvia                                                                      | reserva técnica                                                         | arte sacra                 | O identificador "Q29834691" é desconhecido pelo sistema. Utilize um identificador de entidade válido, por favor.  |
|        | Calvário                                                                               | 1505                 | Museu Nacional de Arte Antiga                                                                   | Museu Nacional de Arte Antiga                                           | arte sacra                 | O identificador "Q96323994" é desconhecido pelo sistema. Utilize um identificador de entidade válido, por favor.  |
|        | Cristo a caminho do Calvário                                                           | 1505                 | Museu Nacional de Arte Antiga                                                                   | Museu Nacional de Arte Antiga                                           | arte sacra                 | O identificador "Q96324010" é desconhecido pelo sistema. Utilize um identificador de entidade válido, por favor.  |
|        | Christus Salvator Mundi                                                                | 1505                 | Museu Real de Belas Artes de Antuérpia                                                          | Museu Real de Belas Artes de Antuérpia                                  | arte sacra                 | O identificador "Q21614504" é desconhecido pelo sistema. Utilize um identificador de entidade válido, por favor.  |
|        | Christ Salvator Mundi and Mary at Prayer                                               | 1505                 | Museu Real de Belas Artes de Antuérpia Coleção de Arte Flamenga                                 | Museu Real de Belas Artes de Antuérpia                                  | arte sacra                 | O identificador "Q21614505" é desconhecido pelo sistema. Utilize um identificador de entidade válido, por favor.  |
|        | Maria in gebed                                                                         | 1505                 | Museu Real de Belas Artes de Antuérpia                                                          | Museu Real de Belas Artes de Antuérpia                                  | arte sacra                 | O identificador "Q21614507" é desconhecido pelo sistema. Utilize um identificador de entidade válido, por favor.  |
|        | Mary Magdalene                                                                         | 1 de janeiro de 1505 | Detroit Institute of Arts                                                                       | Detroit Institute of Arts                                               | arte sacra                 | O identificador "Q64513847" é desconhecido pelo sistema. Utilize um identificador de entidade válido, por favor.  |
|        | Virgin and child with Elizabeth and John the Baptist                                   | 1 de janeiro de 1505 |                                                                                                 |                                                                         | arte sacra                 | O identificador "Q121547648" é desconhecido pelo sistema. Utilize um identificador de entidade válido, por favor. |
|        | St Anne Altarpiece                                                                     | década de 1500       | Museus Reais de Belas-Artes da Bélgica                                                          | Museus Reais de Belas-Artes da Bélgica                                  | arte sacra                 | O identificador "Q112061928" é desconhecido pelo sistema. Utilize um identificador de entidade válido, por favor. |
|        | Cavalry                                                                                | século XVI           |                                                                                                 |                                                                         | arte sacra                 | O identificador "Q121698869" é desconhecido pelo sistema. Utilize um identificador de entidade válido, por favor. |
|        | Portrait of a man                                                                      | 1 de janeiro de 1508 | Kunsthandel P. de Boer Julius Böhler AG                                                         | Kunsthandel P. de Boer                                                  | retrato                    | O identificador "Q114706719" é desconhecido pelo sistema. Utilize um identificador de entidade válido, por favor. |
|        | Madonna and Child with Angels                                                          | 1509                 | Musée des Beaux-Arts de Lyon                                                                    | Musée des Beaux-Arts de Lyon                                            | arte sacra                 | O identificador "Q24929980" é desconhecido pelo sistema. Utilize um identificador de entidade válido, por favor.  |
|        | Nossa Senhora das Dores                                                                | 1509 1510            | Museu Nacional de Arte Antiga                                                                   | Museu Nacional de Arte Antiga                                           | arte sacra                 | O identificador "Q96323777" é desconhecido pelo sistema. Utilize um identificador de entidade válido, por favor.  |
|        | Apresentação do Menino no Templo                                                       | 1509                 | Museu Nacional de Arte Antiga                                                                   | Museu Nacional de Arte Antiga                                           | arte sacra                 | O identificador "Q96323971" é desconhecido pelo sistema. Utilize um identificador de entidade válido, por favor.  |
|        | Menino Jesus entre os Doutores                                                         | 1509                 | Museu Nacional de Arte Antiga                                                                   | Museu Nacional de Arte Antiga                                           | arte sacra                 | O identificador "Q96323980" é desconhecido pelo sistema. Utilize um identificador de entidade válido, por favor.  |
|        | São João Evangelista e as Santas Mulheres depois do enterro de Cristo                  | 1509                 | Museu Nacional de Arte Antiga                                                                   | Museu Nacional de Arte Antiga                                           | arte sacra                 | O identificador "Q96324019" é desconhecido pelo sistema. Utilize um identificador de entidade válido, por favor.  |
|        | Portrait of a Man with a Pink                                                          | século XVI           | Art Institute of Chicago                                                                        | Art Institute of Chicago                                                | retrato                    | O identificador "Q20267504" é desconhecido pelo sistema. Utilize um identificador de entidade válido, por favor.  |
|        | Het sterfbed van de H. Anna                                                            | 1509                 | Museus Reais de Belas-Artes da Bélgica                                                          | Museus Reais de Belas-Artes da Bélgica                                  | arte sacra                 | O identificador "Q116296140" é desconhecido pelo sistema. Utilize um identificador de entidade válido, por favor. |
|        | Heilige Sippe                                                                          | 1509                 | Museus Reais de Belas-Artes da Bélgica                                                          | Museus Reais de Belas-Artes da Bélgica                                  | arte sacra                 | O identificador "Q116296141" é desconhecido pelo sistema. Utilize um identificador de entidade válido, por favor. |
|        | Anna en Joachim schenken hun bezittingen aan de tempel                                 | 1509                 | Museus Reais de Belas-Artes da Bélgica                                                          | Museus Reais de Belas-Artes da Bélgica                                  | arte sacra                 | O identificador "Q116296143" é desconhecido pelo sistema. Utilize um identificador de entidade válido, por favor. |
|        | De weigering van het offer van Joachim                                                 | 1509                 | Museus Reais de Belas-Artes da Bélgica                                                          | Museus Reais de Belas-Artes da Bélgica                                  | arte sacra                 | O identificador "Q116296144" é desconhecido pelo sistema. Utilize um identificador de entidade válido, por favor. |
|        | Portrait of a man                                                                      | 1509                 |                                                                                                 |                                                                         | retrato                    | O identificador "Q121503818" é desconhecido pelo sistema. Utilize um identificador de entidade válido, por favor. |
|        | Christ Carrying the Cross                                                              | década de 1510       | Rijksmuseum Mauritshuis Bonnefantenmuseum                                                       | Rijksmuseum                                                             | arte sacra                 | O identificador "Q17336058" é desconhecido pelo sistema. Utilize um identificador de entidade válido, por favor.  |
|        | Portrait of a Canon                                                                    | década de 1510       | Museu de Liechtenstein Eugène Secrétan                                                          |                                                                         | retrato                    | O identificador "Q27063907" é desconhecido pelo sistema. Utilize um identificador de entidade válido, por favor.  |
|        | John the Baptist and St Agnes                                                          | década de 1510       | Museu Wallraf–Richartz                                                                          | Museu Wallraf–Richartz                                                  | arte sacra                 | O identificador "Q27069181" é desconhecido pelo sistema. Utilize um identificador de entidade válido, por favor.  |
|        | presentazione al tempio                                                                | década de 1510       | Museu Nacional de Arte Antiga                                                                   | Museu Nacional de Arte Antiga                                           | arte sacra                 | O identificador "Q110669007" é desconhecido pelo sistema. Utilize um identificador de entidade válido, por favor. |
|        | Kreuzweg                                                                               | 1510                 | Museu Nacional de Arte Antiga                                                                   | Museu Nacional de Arte Antiga                                           | arte sacra                 | O identificador "Q110670038" é desconhecido pelo sistema. Utilize um identificador de entidade válido, por favor. |
|        | Portrait of an old woman                                                               | década de 1510       |                                                                                                 |                                                                         | retrato                    | O identificador "Q118466669" é desconhecido pelo sistema. Utilize um identificador de entidade válido, por favor. |
|        | The Lamentation                                                                        | 1510                 | Galeria Nacional do Canadá                                                                      | Galeria Nacional do Canadá                                              | arte sacra                 | O identificador "Q59505242" é desconhecido pelo sistema. Utilize um identificador de entidade válido, por favor.  |
|        | The purchase agreement                                                                 | 1510                 | Gemäldegalerie                                                                                  | Gemäldegalerie                                                          |                            | O identificador "Q107443838" é desconhecido pelo sistema. Utilize um identificador de entidade válido, por favor. |
|        | Virgin and Child                                                                       | década de 1510       | Courtauld Gallery Antoine Seilern collection                                                    | Courtauld Gallery                                                       | arte sacra                 | O identificador "Q116917991" é desconhecido pelo sistema. Utilize um identificador de entidade válido, por favor. |
|        | Altarpiece of the Guild of the Joiners                                                 | 1511                 | Museu Real de Belas Artes de Antuérpia Coleção de Arte Flamenga                                 | Museu Real de Belas Artes de Antuérpia                                  | arte sacra                 | O identificador "Q21614510" é desconhecido pelo sistema. Utilize um identificador de entidade válido, por favor.  |
|        | Johannes de Doper                                                                      | 1511                 | Museu Real de Belas Artes de Antuérpia                                                          | Museu Real de Belas Artes de Antuérpia                                  | arte sacra                 | O identificador "Q21614513" é desconhecido pelo sistema. Utilize um identificador de entidade válido, por favor.  |
|        | The Lamentation over the Dead Christ                                                   | 1511                 | Museu Real de Belas Artes de Antuérpia                                                          | Museu Real de Belas Artes de Antuérpia                                  | arte sacra                 | O identificador "Q6153533" é desconhecido pelo sistema. Utilize um identificador de entidade válido, por favor.   |
|        | Onthoofding van Johannes de Doper                                                      | 1511                 | Museu Real de Belas Artes de Antuérpia                                                          | Museu Real de Belas Artes de Antuérpia                                  | arte sacra                 | O identificador "Q21614511" é desconhecido pelo sistema. Utilize um identificador de entidade válido, por favor.  |
|        | Heilige Johannes in de olie                                                            | 1511                 | Museu Real de Belas Artes de Antuérpia                                                          | Museu Real de Belas Artes de Antuérpia                                  | arte sacra                 | O identificador "Q21614514" é desconhecido pelo sistema. Utilize um identificador de entidade válido, por favor.  |
|        | Heilige Johannes                                                                       | 1511                 | Museu Real de Belas Artes de Antuérpia                                                          | Museu Real de Belas Artes de Antuérpia                                  | arte sacra                 | O identificador "Q21614515" é desconhecido pelo sistema. Utilize um identificador de entidade válido, por favor.  |
|        | De twaalfjarige Jezus in de tempel                                                     | século XVI           |                                                                                                 |                                                                         | arte sacra                 | O identificador "Q121506326" é desconhecido pelo sistema. Utilize um identificador de entidade válido, por favor. |
|        | Saint Jerome                                                                           | século XVI           | Museu de Arte de Filadélfia                                                                     | Museu de Arte de Filadélfia                                             | arte sacra                 | O identificador "Q20809367" é desconhecido pelo sistema. Utilize um identificador de entidade válido, por favor.  |
|        | The Virgin and Child                                                                   | século XVI           | Museu de Belas Artes de Gante Coleção de Arte Flamenga                                          | Museu de Belas Artes de Gante                                           | arte sacra                 | O identificador "Q21674968" é desconhecido pelo sistema. Utilize um identificador de entidade válido, por favor.  |
|        | Maria mit Kind                                                                         | século XVI           | Coleções de Pinturas do Estado da Baviera Antiga Pinacoteca                                     | Antiga Pinacoteca                                                       | arte sacra                 | O identificador "Q30081160" é desconhecido pelo sistema. Utilize um identificador de entidade válido, por favor.  |
|        | Salvator Mundi (Christ Blessing)                                                       | década de 1510       | Museu de Belas Artes de Budapeste                                                               | Museu de Belas Artes de Budapeste                                       | arte sacra                 | O identificador "Q50946811" é desconhecido pelo sistema. Utilize um identificador de entidade válido, por favor.  |
|        | The Lamentation                                                                        | século XVI           | Catedral de Nossa Senhora                                                                       | Catedral de Nossa Senhora                                               | arte sacra                 | O identificador "Q116916221" é desconhecido pelo sistema. Utilize um identificador de entidade válido, por favor. |
|        | Virgin and Child                                                                       | século XVI           |                                                                                                 |                                                                         | arte sacra                 | O identificador "Q121505729" é desconhecido pelo sistema. Utilize um identificador de entidade válido, por favor. |
|        | Portrait of a man                                                                      | século XVI           |                                                                                                 |                                                                         | retrato                    | O identificador "Q121507115" é desconhecido pelo sistema. Utilize um identificador de entidade válido, por favor. |
|        | The Ugly Duchess                                                                       | 1513                 | National Gallery                                                                                | National Gallery                                                        | retrato                    | O identificador "Q2706250" é desconhecido pelo sistema. Utilize um identificador de entidade válido, por favor.   |
|        | Portrait of an Old Man                                                                 | 1513                 | Museu Jacquemart-André                                                                          | Museu Jacquemart-André                                                  | retrato                    | O identificador "Q27068580" é desconhecido pelo sistema. Utilize um identificador de entidade válido, por favor.  |
|        | Descanso na fuga para o Egito                                                          | 1513                 | Museu de Arte de Worcester                                                                      | Museu de Arte de Worcester                                              | arte sacra                 | O identificador "Q38257451" é desconhecido pelo sistema. Utilize um identificador de entidade válido, por favor.  |
|        | Madonna and Child with the lamb.                                                       | 1513                 | National Museum Poznań                                                                          | National Museum Poznań                                                  | arte sacra                 | O identificador "Q105296832" é desconhecido pelo sistema. Utilize um identificador de entidade válido, por favor. |
|        | A Bagpiper                                                                             | 1513                 | Yale University Art Gallery                                                                     | Yale University Art Gallery                                             | pintura de género          | O identificador "Q49216797" é desconhecido pelo sistema. Utilize um identificador de entidade válido, por favor.  |
|        | Pietà                                                                                  | 1514 década de 1510  | Departamento de Pinturas do Louvre Charles Sedelmeyer collection                                | Room 814                                                                | arte sacra                 | O identificador "Q29648811" é desconhecido pelo sistema. Utilize um identificador de entidade válido, por favor.  |
|        | O cambista e a sua mulher                                                              | 1514                 | Departamento de Pinturas do Louvre                                                              | salle 811 Louvre Abu Dhabi                                              | pintura de género          | O identificador "Q2892964" é desconhecido pelo sistema. Utilize um identificador de entidade válido, por favor.   |
|        | Portrait of Cornelia Sandrien, wife of Petrus Aegidius (1486-1533)                     | 1514                 | Niedersächsisches Landesmuseum für Kunst und Kulturgeschichte Grand ducal collection, Oldenburg | Niedersächsisches Landesmuseum für Kunst und Kulturgeschichte Augusteum | retrato                    | O identificador "Q117205146" é desconhecido pelo sistema. Utilize um identificador de entidade válido, por favor. |
|        | Portrait of Petrus Aegidius (1486-1533)                                                | 1514                 | Niedersächsisches Landesmuseum für Kunst und Kulturgeschichte Grand ducal collection, Oldenburg | Niedersächsisches Landesmuseum für Kunst und Kulturgeschichte Augusteum | retrato                    | O identificador "Q117205186" é desconhecido pelo sistema. Utilize um identificador de entidade válido, por favor. |
|        | Crucificação                                                                           | 1515                 | National Gallery                                                                                | National Gallery                                                        | arte sacra                 | O identificador "Q18688509" é desconhecido pelo sistema. Utilize um identificador de entidade válido, por favor.  |
|        | The Temptations of Saint Anthony the Abbot                                             | 1515 década de 1520  | Museu do Prado                                                                                  | Museu do Prado                                                          | arte sacra                 | O identificador "Q20035655" é desconhecido pelo sistema. Utilize um identificador de entidade válido, por favor.  |
|        | Saint Mary Magdalene                                                                   | 1515                 | Museu de Arte de Filadélfia                                                                     | Museu de Arte de Filadélfia                                             | arte sacra                 | O identificador "Q20809368" é desconhecido pelo sistema. Utilize um identificador de entidade válido, por favor.  |
|        | Saint Mary of Egypt                                                                    | 1515                 | Museu de Arte de Filadélfia                                                                     | Museu de Arte de Filadélfia                                             | arte sacra                 | O identificador "Q20809369" é desconhecido pelo sistema. Utilize um identificador de entidade válido, por favor.  |
|        | Crucifixion, with the Virgin and Saint John                                            | década de 1510 1515  | Galeria Nacional do Canadá                                                                      | Galeria Nacional do Canadá                                              | arte sacra                 | O identificador "Q27215261" é desconhecido pelo sistema. Utilize um identificador de entidade válido, por favor.  |
|        | Christ presented to the People                                                         | século XVI 1515      | Museu do Prado                                                                                  | Museu do Prado                                                          | arte sacra                 | O identificador "Q27697582" é desconhecido pelo sistema. Utilize um identificador de entidade válido, por favor.  |
|        | Retrato de um homem                                                                    | século XVI           | Galerias Nacionais da Escócia                                                                   | Galeria Nacional da Escócia                                             | retrato                    | O identificador "Q27965872" é desconhecido pelo sistema. Utilize um identificador de entidade válido, por favor.  |
|        | Zwei Alte im Gebet                                                                     | século XVI           | Pinacoteca Mus'a al Canopoleno                                                                  | Pinacoteca Mus'a al Canopoleno                                          |                            | O identificador "Q110665000" é desconhecido pelo sistema. Utilize um identificador de entidade válido, por favor. |
|        | An old woman                                                                           | século XVI           |                                                                                                 |                                                                         |                            | O identificador "Q121510113" é desconhecido pelo sistema. Utilize um identificador de entidade válido, por favor. |
|        | Pieter Gillis                                                                          | 1517                 | Museu Real de Belas Artes de Antuérpia                                                          | Museu Real de Belas Artes de Antuérpia                                  | retrato                    | O identificador "Q21614440" é desconhecido pelo sistema. Utilize um identificador de entidade válido, por favor.  |
|        | Flagelação de Cristo                                                                   | 1517                 | Museu Nacional de Machado de Castro                                                             | Museu Nacional de Machado de Castro                                     | arte sacra                 | O identificador "Q96745721" é desconhecido pelo sistema. Utilize um identificador de entidade válido, por favor.  |
|        | Ecce Homo                                                                              | 1517                 | Museu Nacional de Machado de Castro                                                             | Museu Nacional de Machado de Castro                                     | arte sacra                 | O identificador "Q96745817" é desconhecido pelo sistema. Utilize um identificador de entidade válido, por favor.  |
|        | Pieter Gillis                                                                          | 1517                 | Galeria Nacional de Arte Antiga                                                                 | Galeria Nacional de Arte Antiga                                         | retrato                    | O identificador "Q108917804" é desconhecido pelo sistema. Utilize um identificador de entidade válido, por favor. |
|        | Pieter Gillis                                                                          | 1517                 | Longford Castle                                                                                 | Longford Castle                                                         | retrato                    | O identificador "Q108918614" é desconhecido pelo sistema. Utilize um identificador de entidade válido, por favor. |
|        | Portrait of Erasmus of Rotterdam (1466–1536)                                           | 1517                 | Galeria Nacional de Arte Antiga                                                                 | Galeria Nacional de Arte Antiga                                         | retrato                    | O identificador "Q110665031" é desconhecido pelo sistema. Utilize um identificador de entidade válido, por favor. |
|        | Desiderius Erasmus (1466-1536)                                                         | 1517                 | Royal Collection                                                                                | Royal Collection                                                        | retrato                    | O identificador "Q28031458" é desconhecido pelo sistema. Utilize um identificador de entidade válido, por favor.  |
|        | Portrait of a man                                                                      | 1517                 | Staatliche Kunsthalle                                                                           | Staatliche Kunsthalle                                                   | retrato                    | O identificador "Q104527894" é desconhecido pelo sistema. Utilize um identificador de entidade válido, por favor. |
|        | Portrait of Peter Gilles (Petrus Aegidius) (1486-1533)                                 | 1517                 |                                                                                                 |                                                                         | retrato                    | O identificador "Q121514733" é desconhecido pelo sistema. Utilize um identificador de entidade válido, por favor. |
|        | Rem-Altar: Martyrium des hl. Sebastian                                                 | 1518                 | Coleções de Pinturas do Estado da Baviera                                                       | Antiga Pinacoteca                                                       | arte sacra                 | O identificador "Q29951280" é desconhecido pelo sistema. Utilize um identificador de entidade válido, por favor.  |
|        | Rem-Altar: Heilige Dreifaltigkeit                                                      | 1518                 | Coleções de Pinturas do Estado da Baviera                                                       | Antiga Pinacoteca                                                       | arte sacra                 | O identificador "Q29952621" é desconhecido pelo sistema. Utilize um identificador de entidade válido, por favor.  |
|        | Rem-Altar: Maria mit Kind                                                              | 1518                 | Coleções de Pinturas do Estado da Baviera                                                       | Antiga Pinacoteca                                                       | arte sacra                 | O identificador "Q29954541" é desconhecido pelo sistema. Utilize um identificador de entidade válido, por favor.  |
|        | ão Rem-Altar: Der hl. Rochus mit dem Engel                                             | 1518                 | Coleções de Pinturas do Estado da Baviera                                                       | Antiga Pinacoteca                                                       | arte sacra                 | O identificador "Q29958084" é desconhecido pelo sistema. Utilize um identificador de entidade válido, por favor.  |
|        | Portrait of an old man in profile                                                      | século XVI           |                                                                                                 |                                                                         | retrato                    | O identificador "Q121507133" é desconhecido pelo sistema. Utilize um identificador de entidade válido, por favor. |
|        | O Casamento Desigual                                                                   | década de 1520       | Museu de Arte de São Paulo                                                                      | Museu de Arte de São Paulo                                              | pintura de género alegoria | O identificador "Q5998624" é desconhecido pelo sistema. Utilize um identificador de entidade válido, por favor.   |
|        | Virgin and Child with Saints Barbara and Catherine                                     | século XVI           | National Gallery                                                                                | National Gallery                                                        | arte sacra                 | O identificador "Q7934009" é desconhecido pelo sistema. Utilize um identificador de entidade válido, por favor.   |
|        | A Virgem com o Menino.                                                                 | década de 1520       | Mauritshuis Rijksmuseum National Art Gallery of the Netherlands                                 | Mauritshuis Rijksmuseum National Art Gallery of the Netherlands         | arte sacra                 | O identificador "Q17276111" é desconhecido pelo sistema. Utilize um identificador de entidade válido, por favor.  |
|        | A Virgem com o Menino                                                                  | 1520                 | Museum Boymans-van Beuningen                                                                    | Museum Boymans-van Beuningen                                            | arte sacra                 | O identificador "Q19925832" é desconhecido pelo sistema. Utilize um identificador de entidade válido, por favor.  |
|        | Retrato de uma mulher                                                                  | 1520                 | Metropolitan Museum of Art Jacques Goudstikker collection Gebruder Douwes                       | Metropolitan Museum of Art                                              | retrato                    | O identificador "Q20166971" é desconhecido pelo sistema. Utilize um identificador de entidade válido, por favor.  |
|        | Ill-Matched Lovers                                                                     | 1520                 | Galeria Nacional de Arte                                                                        | Galeria Nacional de Arte                                                | pintura de género alegoria | O identificador "Q20175616" é desconhecido pelo sistema. Utilize um identificador de entidade válido, por favor.  |
|        | Madonna Enthroned                                                                      | século XVI 1520      | Gemäldegalerie                                                                                  | Gemäldegalerie                                                          | arte sacra                 | O identificador "Q21601000" é desconhecido pelo sistema. Utilize um identificador de entidade válido, por favor.  |
|        | Christ Driving the Money-changers from the Temple                                      | década de 1520       | Museu Real de Belas Artes de Antuérpia Coleção de Arte Flamenga                                 | Museu Real de Belas Artes de Antuérpia                                  | arte sacra                 | O identificador "Q21623469" é desconhecido pelo sistema. Utilize um identificador de entidade válido, por favor.  |
|        | Retrato de um homem.                                                                   | década de 1520       | Museu Städel                                                                                    | Museu Städel                                                            | retrato                    | O identificador "Q25991575" é desconhecido pelo sistema. Utilize um identificador de entidade válido, por favor.  |
|        | Saint Mary Magdalene                                                                   | década de 1520       | Departamento de Pinturas do Louvre                                                              | Room 814                                                                | arte sacra retrato         | O identificador "Q30149695" é desconhecido pelo sistema. Utilize um identificador de entidade válido, por favor.  |
|        | Christ on the Cross with Donors                                                        | 1520                 | Museum Mayer van den Bergh                                                                      | Museum Mayer van den Bergh                                              | arte sacra                 | O identificador "Q117818568" é desconhecido pelo sistema. Utilize um identificador de entidade válido, por favor. |
|        | The usurers                                                                            | 1520                 | Galeria Doria Pamphilj                                                                          | Galeria Doria Pamphilj                                                  |                            | O identificador "Q133898242" é desconhecido pelo sistema. Utilize um identificador de entidade válido, por favor. |
|        | Madonna and Child                                                                      | 1520                 | Detroit Institute of Arts                                                                       | Detroit Institute of Arts                                               | arte sacra                 | O identificador "Q64515641" é desconhecido pelo sistema. Utilize um identificador de entidade válido, por favor.  |
|        | Portrait of a man with a letter in his hand                                            | século XVI           | Gemäldegalerie                                                                                  | Gemäldegalerie                                                          | retrato                    | O identificador "Q107438570" é desconhecido pelo sistema. Utilize um identificador de entidade válido, por favor. |
|        | Mourning Woman from a Lamentation                                                      | século XVI 1525      | Gemäldegalerie                                                                                  | Gemäldegalerie                                                          | arte sacra                 | O identificador "Q107438573" é desconhecido pelo sistema. Utilize um identificador de entidade válido, por favor. |
|        | Portrait of a man                                                                      | 1520                 | Julius Böhler AG                                                                                | Julius Böhler AG                                                        | retrato                    | O identificador "Q114721741" é desconhecido pelo sistema. Utilize um identificador de entidade válido, por favor. |
|        | Virgin and Child with Saints Elizabeth and John the Baptist                            | década de 1520       | Clark Art Institute                                                                             | Clark Art Institute                                                     | arte sacra                 | O identificador "Q104773763" é desconhecido pelo sistema. Utilize um identificador de entidade válido, por favor. |
|        | Portrait of Christian II King of Denmark (1481-1559)                                   | 1522                 |                                                                                                 |                                                                         | retrato                    | O identificador "Q121697403" é desconhecido pelo sistema. Utilize um identificador de entidade válido, por favor. |
|        | Portrait of Desiderius Erasmus (1466-1536)                                             | século XVI           |                                                                                                 |                                                                         | retrato                    | O identificador "Q121507089" é desconhecido pelo sistema. Utilize um identificador de entidade válido, por favor. |
|        | Saint Jerome in his cell                                                               | século XVI           | Museu de História da Arte em Viena                                                              | Museu de História da Arte em Viena                                      | arte sacra                 | O identificador "Q27982661" é desconhecido pelo sistema. Utilize um identificador de entidade válido, por favor.  |
|        | Die Heilige Elisabeth von Portugal                                                     | século XVI           | Gemäldegalerie                                                                                  | Gemäldegalerie                                                          | arte sacra                 | O identificador "Q107441322" é desconhecido pelo sistema. Utilize um identificador de entidade válido, por favor. |
|        | Portrait of a man                                                                      | século XVI           |                                                                                                 |                                                                         | retrato                    | O identificador "Q121507172" é desconhecido pelo sistema. Utilize um identificador de entidade válido, por favor. |
|        | Head of a young woman (fragment of an unequal couple)                                  | século XVI           |                                                                                                 |                                                                         |                            | O identificador "Q121510111" é desconhecido pelo sistema. Utilize um identificador de entidade válido, por favor. |
|        | Saint Mary Magdalen                                                                    | 1525                 | Museu Real de Belas Artes de Antuérpia Coleção de Arte Flamenga                                 | Museu Real de Belas Artes de Antuérpia                                  | arte sacra                 | O identificador "Q21614508" é desconhecido pelo sistema. Utilize um identificador de entidade válido, por favor.  |
|        | Head of an Old Man                                                                     | 1525                 | Museu Nacional de Arte da Catalunha                                                             | Museu Nacional de Arte da Catalunha                                     | retrato                    | O identificador "Q23933568" é desconhecido pelo sistema. Utilize um identificador de entidade válido, por favor.  |
|        | Portrait of een geestelijke (twijfelachtig geïdentificeerd als Jean Carondelet)        | século XVI 1550      | Barber Institute of Fine Arts                                                                   | Barber Institute of Fine Arts                                           | retrato                    | O identificador "Q116916112" é desconhecido pelo sistema. Utilize um identificador de entidade válido, por favor. |
|        | De graflegging van Christus                                                            | século XVI           |                                                                                                 |                                                                         | arte sacra                 | O identificador "Q121506775" é desconhecido pelo sistema. Utilize um identificador de entidade válido, por favor. |
|        | Portrait of Jean de Guyse (1498-1550                                                   | 1525                 |                                                                                                 |                                                                         | retrato                    | O identificador "Q121507235" é desconhecido pelo sistema. Utilize um identificador de entidade válido, por favor. |
|        | Ecce Homo                                                                              | 1520 1526            | Palácio Ducal                                                                                   | Palácio Ducal                                                           | arte sacra                 | O identificador "Q110667354" é desconhecido pelo sistema. Utilize um identificador de entidade válido, por favor. |
|        | Adoration of the Magi                                                                  | 1526                 | Metropolitan Museum of Art                                                                      | Metropolitan Museum of Art                                              | arte sacra                 | O identificador "Q110670348" é desconhecido pelo sistema. Utilize um identificador de entidade válido, por favor. |
|        | The Adoration of the Magi                                                              | 1526                 | Metropolitan Museum of Art                                                                      | Metropolitan Museum of Art                                              | arte sacra                 | O identificador "Q19905229" é desconhecido pelo sistema. Utilize um identificador de entidade válido, por favor.  |
|        | Adoration of the Magi, detail                                                          | 1526                 |                                                                                                 |                                                                         | arte sacra                 | O identificador "Q122960347" é desconhecido pelo sistema. Utilize um identificador de entidade válido, por favor. |
|        | The Debt Collectors                                                                    | século XVI           | Museu de Liechtenstein                                                                          | Museu de Liechtenstein                                                  | pintura de género          | O identificador "Q86667580" é desconhecido pelo sistema. Utilize um identificador de entidade válido, por favor.  |
|        | Tronende Maria met kind en twee engelen                                                | século XVI           |                                                                                                 |                                                                         | arte sacra                 | O identificador "Q121505775" é desconhecido pelo sistema. Utilize um identificador de entidade válido, por favor. |
|        | Mondeken toe                                                                           | 1528                 | The Phoebus Foundation                                                                          |                                                                         | pintura de género          | O identificador "Q116912976" é desconhecido pelo sistema. Utilize um identificador de entidade válido, por favor. |
|        | The Madonna of the Cherries                                                            | 1529                 | Museu J. Paul Getty                                                                             | Getty Center                                                            | arte sacra                 | O identificador "Q127162790" é desconhecido pelo sistema. Utilize um identificador de entidade válido, por favor. |
|        | Madonna and Child                                                                      | 1529                 | Departamento de Pinturas do Louvre                                                              | Room 814                                                                | arte sacra                 | O identificador "Q19968950" é desconhecido pelo sistema. Utilize um identificador de entidade válido, por favor.  |
|        | The Virgin in prayer                                                                   | 1529                 | Museu do Prado                                                                                  | Museu do Prado                                                          | arte sacra                 | O identificador "Q27697649" é desconhecido pelo sistema. Utilize um identificador de entidade válido, por favor.  |
|        | Christ the Saviour                                                                     | 1529                 | Museu do Prado                                                                                  | Museu do Prado                                                          | arte sacra                 | O identificador "Q27697662" é desconhecido pelo sistema. Utilize um identificador de entidade válido, por favor.  |
|        | Christ                                                                                 | 1530                 | No/unknown value                                                                                | coleção particular                                                      | arte sacra                 | O identificador "Q27818416" é desconhecido pelo sistema. Utilize um identificador de entidade válido, por favor.  |
|        | Head of Christ                                                                         | 1530                 | No/unknown value                                                                                | coleção particular                                                      | arte sacra                 | O identificador "Q27818858" é desconhecido pelo sistema. Utilize um identificador de entidade válido, por favor.  |
|        | Descent from the cross                                                                 | 1530                 | No/unknown value                                                                                | coleção particular                                                      | arte sacra                 | O identificador "Q27824433" é desconhecido pelo sistema. Utilize um identificador de entidade válido, por favor.  |
|        | Madonna of the Cherries                                                                | 1530                 | No/unknown value                                                                                |                                                                         | arte sacra                 | O identificador "Q97361661" é desconhecido pelo sistema. Utilize um identificador de entidade válido, por favor.  |
|        | Portrait of Don Manuel de Menens                                                       | década de 1530       | No/unknown value                                                                                |                                                                         | retrato                    | O identificador "Q97940919" é desconhecido pelo sistema. Utilize um identificador de entidade válido, por favor.  |
|        | Dead Christ                                                                            | 1530                 | Yale University Art Gallery                                                                     | Yale University Art Gallery                                             | arte sacra                 | O identificador "Q49216767" é desconhecido pelo sistema. Utilize um identificador de entidade válido, por favor.  |
|        | The Two Tax Collectors                                                                 | 1530                 | Gemäldegalerie                                                                                  | Gemäldegalerie                                                          | pintura de género          | O identificador "Q107438847" é desconhecido pelo sistema. Utilize um identificador de entidade válido, por favor. |
|        | Christus am Kreuz                                                                      | século XVI           | Coleções de Pinturas do Estado da Baviera Antiga Pinacoteca                                     | Antiga Pinacoteca                                                       | arte sacra                 | O identificador "Q29951825" é desconhecido pelo sistema. Utilize um identificador de entidade válido, por favor.  |
|        | Virgin Praying                                                                         | século XVI           | Museu de Arte de Filadélfia                                                                     | Museu de Arte de Filadélfia                                             | arte sacra                 | O identificador "Q20809370" é desconhecido pelo sistema. Utilize um identificador de entidade válido, por favor.  |
|        | Pietà                                                                                  | século XVI           | Museu Real de Belas Artes de Antuérpia Coleção de Arte Flamenga                                 | Museu Real de Belas Artes de Antuérpia                                  | arte sacra                 | O identificador "Q21614899" é desconhecido pelo sistema. Utilize um identificador de entidade válido, por favor.  |
|        | La jeune courtisane                                                                    | século XVI           | Museu Real de Belas Artes de Antuérpia Coleção de Arte Flamenga                                 | Museu Real de Belas Artes de Antuérpia                                  | pintura de género          | O identificador "Q21614900" é desconhecido pelo sistema. Utilize um identificador de entidade válido, por favor.  |
|        | Madonna of the Cherries                                                                | século XVI           | Museu de Arte de John e Mable Ringling                                                          | Museu de Arte de John e Mable Ringling                                  | arte sacra                 | O identificador "Q79362073" é desconhecido pelo sistema. Utilize um identificador de entidade válido, por favor.  |
|        | Twee biddende monniken                                                                 | século XVI           |                                                                                                 |                                                                         | pintura de género          | O identificador "Q121509994" é desconhecido pelo sistema. Utilize um identificador de entidade válido, por favor. |
|        | Old man praying                                                                        | século XVI           |                                                                                                 |                                                                         | pintura de género          | O identificador "Q121514791" é desconhecido pelo sistema. Utilize um identificador de entidade válido, por favor. |
|        | A lamentação sobre o Cristo morto                                                      | século XVI           | M-Museum Leuven                                                                                 | M-Museum Leuven                                                         | arte sacra                 | O identificador "Q22261421" é desconhecido pelo sistema. Utilize um identificador de entidade válido, por favor.  |
|        | Aparição do Anjo a Santa Clara e Santa Inês de Assis e Santa Coleta de Corbie          | século XVI           | Setúbal Igreja do antigo Mosteiro de Jesus e claustro, incluindo a primitiva Casa do Capítulo   | Setúbal                                                                 | arte sacra                 | O identificador "Q56346552" é desconhecido pelo sistema. Utilize um identificador de entidade válido, por favor.  |
|        | An Allegory of Folly                                                                   | século XVI           |                                                                                                 |                                                                         | alegoria                   | O identificador "Q110664941" é desconhecido pelo sistema. Utilize um identificador de entidade válido, por favor. |
|        | Menino Jesus entre os Doutores                                                         | século XVI           | Museu Nacional de Arte Antiga                                                                   | Museu Nacional de Arte Antiga                                           | arte sacra                 | O identificador "Q110667297" é desconhecido pelo sistema. Utilize um identificador de entidade válido, por favor. |
|        | Lamento ao pé da cruz                                                                  | século XVI           | Museu Dom João VI                                                                               | Museu Dom João VI                                                       |                            | O identificador "Q110667992" é desconhecido pelo sistema. Utilize um identificador de entidade válido, por favor. |
|        | Retrato de um homem                                                                    | século XVI           | No/unknown value                                                                                | Schloss Au                                                              | retrato                    | O identificador "Q110669843" é desconhecido pelo sistema. Utilize um identificador de entidade válido, por favor. |
|        | Descent from the Cross                                                                 | 1550                 | Galeria Nacional Eslovaca                                                                       | Galeria Nacional Eslovaca                                               | arte sacra                 | O identificador "Q50751881" é desconhecido pelo sistema. Utilize um identificador de entidade válido, por favor.  |
|        | The Virgin and Child                                                                   | século XVI           | Museu de Belas Artes de Budapeste                                                               | Museu de Belas Artes de Budapeste                                       | arte sacra                 | O identificador "Q50943682" é desconhecido pelo sistema. Utilize um identificador de entidade válido, por favor.  |
|        | Madonna met kind in een landschap                                                      | século XVI           |                                                                                                 |                                                                         | arte sacra                 | O identificador "Q121683061" é desconhecido pelo sistema. Utilize um identificador de entidade válido, por favor. |
|        | Portrait of a Humanist                                                                 | século XVI           | Museu de Belas Artes de Estrasburgo                                                             | Museu de Belas Artes de Estrasburgo                                     | retrato                    | O identificador "Q104600756" é desconhecido pelo sistema. Utilize um identificador de entidade válido, por favor. |
|        | Lamentation from the Church of Saint Michael in Krakow                                 | 1685                 | Museu Nacional de Cracóvia                                                                      | Museu Nacional de Cracóvia                                              |                            | O identificador "Q104723400" é desconhecido pelo sistema. Utilize um identificador de entidade válido, por favor. |
|        | Hl. Hieronymus                                                                         |                      | Coleções de Pinturas do Estado da Baviera                                                       | Antiga Pinacoteca                                                       | arte sacra                 | O identificador "Q29920248" é desconhecido pelo sistema. Utilize um identificador de entidade válido, por favor.  |
|        | Ecce Homo                                                                              |                      | Museu de Belas Artes de Budapeste                                                               | Museu de Belas Artes de Budapeste                                       | arte sacra                 | O identificador "Q50899297" é desconhecido pelo sistema. Utilize um identificador de entidade válido, por favor.  |
|        | Two Hypocrites Praying                                                                 |                      | Museu de Belas Artes de Budapeste                                                               | Museu de Belas Artes de Budapeste                                       |                            | O identificador "Q50990245" é desconhecido pelo sistema. Utilize um identificador de entidade válido, por favor.  |
|        | Anbetung der Könige                                                                    |                      | Gemäldegalerie                                                                                  | Gemäldegalerie                                                          | arte sacra                 | O identificador "Q107436994" é desconhecido pelo sistema. Utilize um identificador de entidade válido, por favor. |
|        | Lamentation                                                                            |                      |                                                                                                 |                                                                         | arte sacra                 | O identificador "Q110667331" é desconhecido pelo sistema. Utilize um identificador de entidade válido, por favor. |
|        | Christ as Redeemer                                                                     |                      | Campion Hall                                                                                    | Campion Hall                                                            |                            | O identificador "Q118680144" é desconhecido pelo sistema. Utilize um identificador de entidade válido, por favor. |
|        | Salvator Mundi (Christ Blessing)                                                       |                      | Grosvenor Museum                                                                                | Grosvenor Museum                                                        | arte sacra                 | O identificador "Q118680690" é desconhecido pelo sistema. Utilize um identificador de entidade válido, por favor. |
|        | Saint Jerome                                                                           |                      | City Art Centre                                                                                 | City Art Centre                                                         | arte sacra                 | O identificador "Q119880533" é desconhecido pelo sistema. Utilize um identificador de entidade válido, por favor. |
|        | The Virgin in prayer                                                                   |                      | No/unknown value                                                                                |                                                                         | arte sacra                 | O identificador "Q134234839" é desconhecido pelo sistema. Utilize um identificador de entidade válido, por favor. |

## políptico
| Imagem | Título                            | Data | Coleção                                                                    | Localização                   | Gênero | Descrito em |
| ------ | --------------------------------- | ---- | -------------------------------------------------------------------------- | ----------------------------- | ------ | --- |
|        | Políptico das Sete Dores de Maria | 1509 | Museu Nacional de Arte Antiga Museu Dom João VI Museu de Arte de Worcester | Museu Nacional de Arte Antiga |        | O identificador "Q28790071" é desconhecido pelo sistema. Utilize um identificador de entidade válido, por favor. |

## série de pinturas
| Imagem | Título                                               | Data | Coleção        | Localização    | Gênero | Descrito em |
| ------ | ---------------------------------------------------- | ---- | -------------- | -------------- | ------ | --- |
|        | Diptyque du Christ Sauveur et de la Vierge en prière | 1529 | Museu do Prado | Museu do Prado |        | O identificador "Q99322425" é desconhecido pelo sistema. Utilize um identificador de entidade válido, por favor. |

## tríptico
| Imagem | Título                       | Data           | Coleção                             | Localização                             | Gênero | Descrito em |
| ------ | ---------------------------- | -------------- | ----------------------------------- | --------------------------------------- | ------ | --- |
|        | Tríptico da Paixão de Cristo | década de 1510 | Museu Nacional de Machado de Castro | Mosteiro de Santa Clara-a-Velha Coimbra |        | O identificador "Q30939274" é desconhecido pelo sistema. Utilize um identificador de entidade válido, por favor. |

∑ 175 items.